# Hygrophorus nitidus
Hygrophorus nitidus är en svampart som beskrevs av Berk. & M.A. Curtis 1853. Hygrophorus nitidus ingår i släktet Hygrophorus och familjen Hygrophoraceae.   Inga underarter finns listade i Catalogue of Life.